# Torneo de las Seis Naciones 2000
El Torneo de las Seis Naciones de 2000 fue la primera edición del Torneo de las Seis Naciones como tal, tras la inclusión de Italia en el Torneo de las Cinco Naciones. Si se cuentan todas las ediciones anteriores como Cuatro Naciones y Cinco Naciones, este fue la 106.ª edición de este histórico torneo de rugby del hemisferio norte. Esta edición del torneo fue ganada por Inglaterra, sin embargo no pudieron conseguir el Grand Slam ni la Triple Corona al perder el último partido frente a Escocia. Este resultado fue inesperado, debido a que la selección escocesa había perdido todos los anteriores partidos.

## Clasificación
| Lugar | Selección  | Partidos | Partidos | Partidos  | Partidos | Puntos  | Puntos    | Puntos | Puntos  | Tabla de puntos |
| Lugar | Selección  | Jugados  | Ganados  | Empatados | Perdidos | A favor | En contra | dif.   | ensayos | Tabla de puntos |
| ----- | ---------- | -------- | -------- | --------- | -------- | ------- | --------- | ------ | ------- | --------------- |
| 1     | Inglaterra | 5        | 4        | 0         | 1        | 183     | 70        | +113   | 20      | 8               |
| 2     | Francia    | 5        | 3        | 0         | 2        | 140     | 92        | +48    | 12      | 6               |
| 3     | Irlanda    | 5        | 3        | 0         | 2        | 168     | 133       | +35    | 14      | 6               |
| 4     | Gales      | 5        | 3        | 0         | 2        | 111     | 135       | -24    | 9       | 6               |
| 5     | Escocia    | 5        | 1        | 0         | 4        | 95      | 145       | -50    | 9       | 2               |
| 6     | Italia     | 5        | 1        | 0         | 4        | 106     | 228       | -122   | 9       | 2               |

## Resultados

### Jornada 1
| 5 de febrero de 2000 13:00 GMT | Italia                                                             | 34–20 | Escocia                                                                 | Stadio Flaminio, Roma,                                      |                                                             |
|                                | Tries: de Carli Con: Domínguez GC: Domínguez (6) DG: Domínguez (3) |       | Tries: Bulloch, M. Leslie Con: Logan, Townsend GC: Townsend DG Townsend | Asistencia: 24.000 espectadores Árbitro(s): Jonathan Kaplan | Asistencia: 24.000 espectadores Árbitro(s): Jonathan Kaplan |

| 5 de febrero de 2000 14:30 GMT | Inglaterra                                                                       | 50–18 | Irlanda                                               | Twickenham, Londres,                                         |                                                              |
|                                | Tries: Cohen (2), Tindall, Healey (2), Back Con: Wilkinson (4) GC: Wilkinson (4) |       | Tries: Maggs, Galwey Con: Humphreys GC: Humphreys (2) | Asistencia: 75.000 espectadores Árbitro(s): Steve Reid Walsh | Asistencia: 75.000 espectadores Árbitro(s): Steve Reid Walsh |

| 5 de febrero de 2000 16:00 GMT | Gales       | 3–36 | Francia                                                               | Millennium estadio, Cardiff,                            |                                                         |
|                                | GC: Jenkins |      | Tries: Castaignede, Magne, Ntamack Con: Lamaison (3) GC: Lamaison (4) | Asistencia: 72.500 espectadores Árbitro(s): Chris White | Asistencia: 72.500 espectadores Árbitro(s): Chris White |

### Jornada 2
| 19 de febrero de 2000 14:00 GMT+1 | Francia         | 9–15 | Inglaterra        | Stade de France, París,                                      |                                                              |
|                                   | GC: Dourthe (3) |      | GC: Wilkinson (5) | Asistencia: 78.000 espectadores Árbitro(s): Stuart Dickinson | Asistencia: 78.000 espectadores Árbitro(s): Stuart Dickinson |

| 19 de febrero de 2000 15:00 GMT | Gales                                                                           | 47–16 | Italia                                                       | Millennium estadio, Cardiff,                            |                                                         |
|                                 | Tries: Howarth, Bateman, S.Williams, S.Quinell Con: Jenkins (3) GC: Jenkins (7) |       | Tries: Visser Con: Domínguez GC: Domínguez (2) DG: Domínguez | Asistencia: 72.500 espectadores Árbitro(s): Iain Ramage | Asistencia: 72.500 espectadores Árbitro(s): Iain Ramage |

| 19 de febrero de 2000 16:00 GMT | Irlanda                                                                                                  | 44–22 | Escocia                                                 | Lansdowne Road, Dublín,                               |                                                       |
|                                 | Tries: O'Driscoll, Humphreys, Wood, Horgan, O'Kelly Con: O'Gara (2), Humphreys GC: O'Gara (2), Humphreys |       | Tries: Logan, Metcalfe, Graham Con: Logan (2) GC: Logan | Asistencia: 40.000 espectadores Árbitro(s): Joel Dume | Asistencia: 40.000 espectadores Árbitro(s): Joel Dume |

### Jornada 3
| 4 de marzo de 2000 14:00 GMT | Escocia                                            | 16–28 | Francia                                                          | Murrayfield, Edimburgo,                                  |                                                          |
|                              | Tries: Nicol Con: Paterson GC: Logan, Paterson (2) |       | Tries: Magne (2), Castaignede Con: Merceron (2) GC: Merceron (3) | Asistencia: 67.500 espectadores Árbitro(s): Steve Lander | Asistencia: 67.500 espectadores Árbitro(s): Steve Lander |

| 4 de marzo de 2000 14:30 GMT | Inglaterra                                                                         | 46–12 | Gales                       | Twickenham, Londres,                                    |                                                         |
|                              | Tries: Cohen, Greening, Hill, Back, Dallaglio Con: Wilkinson (3) GC: Wilkinson (5) |       | GC: Jenkins (3) DG: Jenkins | Asistencia: 73.500 espectadores Árbitro(s): Jim Fleming | Asistencia: 73.500 espectadores Árbitro(s): Jim Fleming |

| 4 de marzo de 2000 16:00 GMT | Irlanda                                                                             | 60–13 | Italia                            | Lansdowne Road, Dublín,                                 |                                                         |
|                              | Tries: Wood, Dawson, Dempsey, O'Driscoll, Horgan (2) Con: O'Gara (6) GC: O'Gara (6) |       | Tries: de Rossi GC: Domínguez (2) | Asistencia: 40.000 espectadores Árbitro(s): Derek Bevan | Asistencia: 40.000 espectadores Árbitro(s): Derek Bevan |

### Jornada 4
| 18 de marzo de 2000 13:00 GMT+1 | Italia                               | 12–59 | Inglaterra | Stadio Flaminio, Roma,                                 |                                                        |
|                                 | Tries: Martin, Stoica Con: Domínguez |       | Tries: Healey (3), Cohen (2), Dawson (2), De Castigo Con: Alex King, Wilkinson (4) GC: Wilkinson (2) DG: Back | Asistencia: 30.000 espectadores Árbitro(s): Alan Lewis | Asistencia: 30.000 espectadores Árbitro(s): Alan Lewis |

| 18 de marzo de 2000 13:00 GMT | Gales                                                  | 26–18 | Escocia                                             | Millennium estadio, Cardiff,                             |                                                          |
|                               | Tries: S.Williams (2) Con: S.Jones (2) GC: S.Jones (4) |       | Tries: Townsend, M. Leslie Con: Hodge GC: Hodge (2) | Asistencia: 72.500 espectadores Árbitro(s): David McHugh | Asistencia: 72.500 espectadores Árbitro(s): David McHugh |

| 19 de marzo de 2000 14:00 GMT+1 | Francia                                        | 25–27 | Irlanda                                                 | Stade de France, París,                                 |                                                         |
|                                 | Tries: Laussucq Con: Merceron GC: Merceron (6) |       | Tries: O'Driscoll (3) Con: O'Gara (3) GC: Humphreys (2) | Asistencia: 65.000 espectadores Árbitro(s): Paul Honiss | Asistencia: 65.000 espectadores Árbitro(s): Paul Honiss |

### Jornada 5
| 1 de abril de 2000 14:00 GMT+2 | Francia                                                                          | 42–31 | Italia                                                                 | Stade de France, París,                                  |                                                          |
|                                | Tries: Penaud (2), Castaignede, Pelous, Benazzi Con: Dourthe (4) GC: Dourthe (3) |       | Tries: Martin, Troncon (2), Mazzacato Con: Domínguez (4) DG: Domínguez | Asistencia: 77.000 espectadores Árbitro(s): Pablo Deluca | Asistencia: 77.000 espectadores Árbitro(s): Pablo Deluca |

| 1 de abril de 2000 | Irlanda                                  | 19–23 | Gales                                                            | Lansdowne Road, Dublín,                                 |                                                         |
|                    | Tries: Horgan Con: O'Gara GC: O'Gara (4) |       | Tries: S.Jones, Budgett Con: S.Jones (2) GC: S.Jones, Jenkins(2) | Asistencia: 40.000 espectadores Árbitro(s): Andrew Cole | Asistencia: 40.000 espectadores Árbitro(s): Andrew Cole |

| 2 de abril de 2000 13.00 GMT | Escocia                               | 19–13 | Inglaterra                                        | Murrayfield, Edimburgo,    |                            |
|                              | Tries: Hodge Con: Hodge GC: Hodge (4) |       | Tries: Dallaglio Con: Wilkinson GC: Wilkinson (2) | Árbitro(s): Clayton Thomas | Árbitro(s): Clayton Thomas |